# Regione di Melaky
La regione di Melaky è una regione della provincia di Mahajanga, nel Madagascar nord-occidentale.
Il capoluogo della regione è Maintirano.
Ha una popolazione di 175 500 abitanti distribuita su una superficie di 38852 km².

## Geografia antropica

### Suddivisioni amministrative
La regione è suddivisa in cinque distretti:
- distretto di Ambatomainty
- distretto di Antsalova
- distretto di Besalampy
- distretto di Maintirano
- distretto di Morafenobe